# Lijst van premiers van Oezbekistan
Hieronder staat een chronologische lijst van premiers van Oezbekistan.

## Premiers van Oezbekistan (1992-heden)
| Nr. | Premier | Premier                     | Ambtstermijn     | Ambtstermijn     | Partij |
| --- | ------- | --------------------------- | ---------------- | ---------------- | ------ |
| 1   |         | Abdulhasjim Mutalov (1947)  | 8 januari 1992   | 21 december 1995 | PDP    |
| 2   |         | Oʻtkir Sultonov (1939-2015) | 21 december 1995 | 12 december 2003 | PDP    |
| 3   |         | Sjavkat Mirzijojev (1957)   | 12 december 2003 | 13 december 2016 | LDP    |
| 4   |         | Abdulla Aripov (1961)       | 13 december 2016 | heden            | LDP    |